# Spermacoce neesiana
Spermacoce neesiana là một loài thực vật có hoa trong họ Thiến thảo. Loài này được Schult. miêu tả khoa học đầu tiên năm 1827.